# Wulong
Wulong (que en xinès significa "drac que balla") és un gènere de dinosaures microraptors dromeosàurids que visqueren durant l'Aptià (Cretàci inferior), ara fa uns 120 milions d'anys. El fòssil de l'única espècie que s'ha descrit fins a l'actualitat va ser descobert a la Formació Jiufotang, a l'actual República Popular de la Xina. Aquesta espècie única, descrita l'any 2020, que forma el gènere fou anomenada Wulong bohaiensis.

## Descripció
L'espècimen trobat feia uns 90 cm de llarg; en ser un exemplar jove, s'estima que un exemplar adult podia arribar a un metre i trenta-cinc cenímetres de llarg. Malgrat que el fet que l'espècimen presentés plomes fa pensar que es tractava d'un adult, l'anàlisi histològica confirmà que es tractava d'un jove d'aproximadament un any; aquest fet demostra que les plomes creixien ràpidament, de manera contrària al que passa amb els ocells actuals. El cos de l'animal era de la mida d'un corb, però dupicava la seva llargària amb una llarga cua acabada amb dues plomes. El seu cos estava completament recobert per plomes. Malgrat la seva petita mida, presentava un crani estret i una boca plena de dents esmolades.